# Ras al-Ayn
Ras al-Ayn (Aramees: ܪܝܫ ܥܝܢܐ, Rēš Aynō; Arabisch: رَأْس ٱلْعَيْن, Raʾs al-ʿAyn) is een stad in het gouvernement Al-Hasakah en telt 29.347 inwoners (2004). De stad ligt vlak bij de grens met Turkije en wordt voornamelijk bewoond door Koerden, Arameeërs, Arabieren en Armeniërs.

## Geschiedenis
Het gebied van Ras al-Ayn is een van de oudste steden in het noorden van Mesopotamië en wordt al sinds het neolithicum (ca. 8000 v.Chr.) bewoond. Later stond het bekend als de oude Aramese stad Sikkan, de Romeinse stad Rhesaina en de Byzantijnse stad Theodosiopolis. 
In de 7e eeuw woonde en werkte hier Thomas de Priester, een Syrische priester, die een kroniek schreef van het jaar 640. In deze kroniek werd ook melding gemaakt van een veldslag nabij Gaza tussen Romeinen en de 'Arabieren van Mohammed' (tayyaye d-Mhmt). Het is daarmee een van de oudst bekende niet-islamitische bronnen over Mohammed.
De stad werd verschillende keren verwoest en herbouwd, en in de middeleeuwen was het de plaats van hevige veldslagen tussen verschillende moslimdynastieën. Met het Verdrag van Ankara van 1921 werd Ras al-Ayn een verdeelde stad toen het noordelijke deel, het huidige Ceylanpınar, werd afgestaan aan Turkije.